# Acciano
Acciano  è un comune italiano di 243 abitanti nella provincia dell'Aquila in Abruzzo, situato nella media valle del fiume Aterno, al confine con la valle Subequana; fa parte del Parco naturale regionale Sirente-Velino e della comunità montana Sirentina.

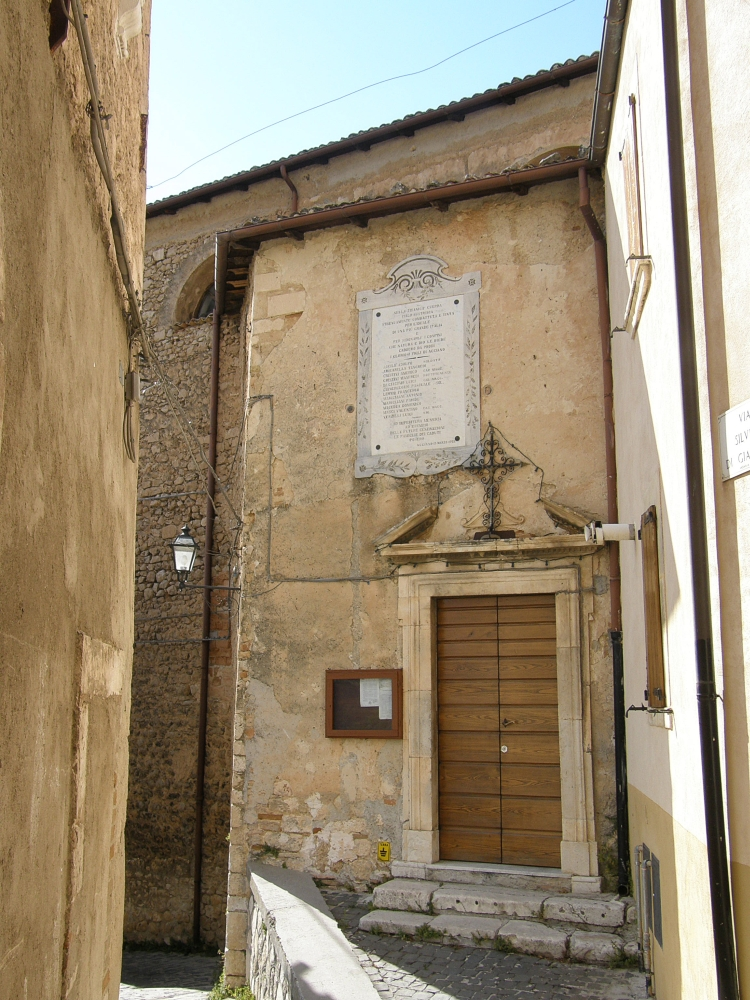
Scorcio del centro storico

## Geografia fisica
Circondato da boschi di quercia, Acciano è arroccato su uno sperone di roccia tra i monti Bufame e Pietre Fitte dal quale si osservano le creste rocciose del Sirente. I ripidi pendii che delimitano il paese incorniciano la valle nella quale scorre il fiume Aterno. Il territorio del comune risulta compreso tra i 450 e i 1 303 metri di altitudine sul livello del mare. L'escursione altimetrica complessiva risulta essere pari a 853 metri.

## Origini del nome
Il toponimo Acciano (Hacciànë) è stabilizzato nel 1028 nella forma Acciano. Deriva dal nome gentilizio romano Accius, con il significato di "podere della famiglia Accia". Oggi il comune di Acciano è formato da Acciano Capoluogo e dalle frazioni di Succiano, Beffi, Roccapreturo e San Lorenzo. Nei catasti onciari e nelle numerazioni dei fuochi fatte tra i secoli XV-XVI rispettivamente si chiamavano: Castrum Acciani, Villa Socciani, Castrum Beffi, Rocca di Preturo e Villa Sancti Laurentii.
Castrum Acciani e Castrum Beffi: la prima parte del toponimo si riferisce al castrum romano, poi castellum, luogo fortificato ed anche cittadella, bastione. Villa Socciani e Villa Sancti Laurentii: la prima parte del toponimo deriva dal latino villa, in origine dimora di campagna, fattoria con podere e successivamente modesto insediamento. Rocca di Preturo: Rocca – roccia – e più tardi fortezza sull'alto di un monte, cittadella, voce nata in Abruzzo dal XII secolo.

## Storia
La recente scoperta, tra la chiesa di Santa Maria delle Grazie ed il cimitero, in contrada S. Lorenzo, di una struttura in opera quadrata, identificabile probabilmente in un tempietto italico-romano, nonché i notevoli frammenti ceramici rinvenuti nel corso del saggio eseguito dalla Sovrintendenza archeologica di Chieti, testimoniano l'esistenza di un insediamento databile tra l'età repubblicana e la prima età imperiale.
Vecchi ritrovamenti di tombe ad inumazione e diversi frammenti di vasi di bucchero italico, raccolti dal celebre archeologo Giuseppe Fiorelli in varie occasioni intorno alla Chiesa di San Lorenzo, la scoperta di Antonio De Nino in contrada Vicenna di sudari antichi e, accanto al Cimitero, di gallerie scavate nel tufo con varie diramazioni e tracce evidenti di pavimento a mosaico, costituiscono elementi sufficienti a confermare che qui sorgeva un abitato antico (per la mancanza di fondi oggi questi scavi sono stati ricoperti dal terreno in attesa di poter essere al meglio apprezzati).
Nel 1092 tal Ugo di Girberto/Giliberto, franco vivente secondo la legge longobarda, donò il 15 aprile alla chiesa di S. Pelino il Monastero di San Benedetto in Perillis, costruito dal vescovo Trasmondo, con tutti i suoi beni compresi quelli nel castello di Acciano.
Nel 1183 nella bolla di papa Lucio III sono menzionate le seguenti chiese: S. Pietro, Santa Petronilla, S. Lorenzo, S. Comizio e Santa Maria in Acciano.
Nel 1188 il Monastero di S. Benedetto in Perillis possiede in Acciano la quarta parte della chiesa di S. Lorenzo e S. Petronilla e riceve in enfiteusi il feudo tenuto da Rinaldo di Guglielmo.
Nel 1223 nella bolla di papa Onorio III è citata la chiesa Sancti Antonini in Azano.
Nel 1294 Celestino V passa per Acciano e qui opera un miracolo, così riportato dal Marino: "Mentre egli passava per il borgo di detto castello di Acciano per andare in L'Aquila a ricevere la corona dell'Apostolato a cui era stato assunto, guarì con la sua benedizione dal male caduco (epilessia) Dorricello, fratello di Berardo di Gordiarno di Acciano, come riferirono Velletta d'Acciano (teste 35) ed Odorisio d'Acciano (teste 37)".
Nel 1316 Tommaso d'Acciano, per ordine di re Roberto, viene tassato in relazione al possesso della quarta parte del borgo.
Nel 1360 la terra di Acciano non risulta ancora registrata fra quelle delle diocesi valvense. Cronologicamente Acciano verrà annessa dalla città dell'Aquila, poiché ceduta da Francesco di Cantelmo (1419) e quindi diviene contado della città stessa, ma re Ladislao la ritoglie a quest'ultima in segno di condanna per aver appoggiato il partito di Luigi d'Angiò.
Nel 1383 Carlo III di Durazzo dona Acciano a Matteo Gentile fratello del vescovo dell'Aquila per la ribellione di Caterina Cantelmi figlia di Restaino e moglie di Bartolomeo di Rillona.
Nel 1409 la città dell'Aquila ritoglie Acciano a quelle persone a cui il re Ladislao l'aveva affidata. Diviene così territorio di regio demanio formando un tutt'uno con la città stessa, contribuendo con essa al pagamento delle tasse come le altre zone di quel contado.
In questo periodo si segnano i confini con quelli di Rocca Preturo e Goriano Valli che pure fanno parte del Contado e con Molina che invece ne è escluso.
Nel 1417 Acciano viene comperata dall'Aquila, in seguito passa come feudo agli Scialenghi, agli Strozzi ed ai Piccolomini e definitivamente nel 1419 la regina Giovanna II, con Real Diploma "unì ed incorporò la terra alla Città dell'Aquila, in modo che fosse alla medesima unita, incorporata e annessa, quasi membro al suo corpo, siccome erano tutte le altre Terre, Luoghi del distretto e Territorio Aquilano".
Nel 1529 il Principe d'Orange concesse Acciano in feudo, con altri 62 castelli, ai vari capitani spagnoli. Fu poi da D. Pietro di Toledo venduta per 20.000 ducati. Nel 1533 Acciano, insieme con la terra di Beffi, è posseduta da Giacomo di Scalegni, a cui successe Carlo suo figlio e poi Ludovico. Il 1534 è la data riportata sul portale della chiesa a tre navate di S. Pietro e S. Lorenzo.
Nel 1546 la moglie di Annibale Libero di Acciano fa erigere la magnifica Cappella della Pietà nella chiesa di Santa Maria delle Grazie, riservandone il patronato al marito e agli eredi. Nel 1561 Ludovico vende per 25.000 ducati a Giovanni Carlo Silveri Piccolomini il feudo di Acciano.
Nel 1573 gli eredi del Notar Pietro di Sante de Galli di Acciano edificano la Cappella dei SS. Simone e Giuda nella Chiesa di S. Pietro. Nel 1669 è Signore della Terra di Acciano, come anche di Beffi, Ferrante Silverio Piccolomini. Nel 1798 con istrumento del 29 marzo per Notar Luigi Palumbo di Napoli, Marchese Giovanni Piccolomini, erede e successore del detto Giò Carlo vende al Signore Vincenzo Treccia i feudi di Acciano e di Beffi con le rispettive Ville di Socciano e S. Lorenzo per lo prezzo di 6 700 ducati.

### L'incendio del 2007

Vista della montagna colpita dall'incendio da Piazza Municipio

Nel luglio del 2007 un grave incendio ha devastato molti ettari del bosco che caratterizza il territorio dell'intero comune. Per settimane incessante è stato il lavoro dei Vigili del Fuoco, della Guardia Forestale, dei volontari della Protezione Civile e della popolazione del territorio, aiutata anche dalla gente dei comuni limitrofi, nel cercare di spegnere l'anima distruttrice del fuoco. Sono stati impegnati per molti giorni elicotteri e Canadair, anche provenienti dalla Francia e dalla Spagna.
Uno di questi aerei atti allo spegnimento dell'incendio è accidentalmente precipitato il 23 luglio nei pressi dell'eremo di Sant'Erasmo, sul monte Offermo, ed il pilota Andrea Golfera è morto sul colpo. Alla sua famiglia si sono strette la cittadinanza e le istituzioni che hanno reso poi giusta memoria al pilota, dedicandogli il 13 dicembre un monumento alla memoria nel Comando Regionale del Corpo Forestale dello Stato, a L'Aquila.
In quei terribili giorni di morte della natura, la più grande risorsa di questo territorio, si è vista la grande cooperazione della gente del luogo che anche nei momenti più disperati non si è lasciata prendere dallo sconforto, ma ha cooperato con le forze dello Stato fino allo spegnimento dell'incendio, che nel frattempo si era esteso ai comuni confinanti di San Benedetto in Perillis, Collepietro e Navelli.

### Il terremoto del 2009
Acciano, che secondo un'antica storia si trova nell'attuale posizione a seguito della totale distruzione del centro originario posto a valle, ha risentito della maggior parte delle scosse dello sciame sismico che ha investito la conca dell'Aquilano e la Valle dell'Aterno e a seguito di quella delle 3,32 del 6 aprile 2009 ha subito ingenti danni.
I centri storici del capoluogo e delle quattro frazioni sono stati evacuati e sono state create delle tendopoli, la più importante delle quali è stata organizzata nell'Aia comunale del capoluogo, punto di riferimento per le altre della zona, in quanto posta al confine del distretto aquilano della provincia.
La chiesa parrocchiale dei SS. Pietro e Lorenzo ha riportato gravi lesioni interne ed esterne, come la caduta di un capitello della facciata e la scomposizione delle pietre che compongono il campanile, mentre il piccolo campanile della Congrega ha ceduto, facendo cadere la campana alla base di questo.
Gravi danni hanno riportato le facciate della chiesa di Maria SS. delle Grazie e della chiesa di San Giovanni Battista ed Evangelista (sita in Succiano) che sono crollate. Anche la chiesa parrocchiale di San Lorenzo in San Lorenzo di Beffi ha subito danni, tanto da renderla completamente inagibile.
Il Ministero dei Beni Culturali ha inserito le chiese danneggiate nella lista dei "gioielli" che devono essere restaurati al più presto. La chiesa di Santa Petronilla e quella di San Michele Arcangelo di Beffi sono state riaperte al culto nel Natale 2009, grazie al progetto Una chiesa per Natale.
In alcuni casi anche abitazioni civili sono state dichiarate inagibili o da demolire, come nella Valletta di Acciano dove altri tetti delle antiche abitazioni abbandonate sono collassati.
Grande è stata la generosità di alcune amministrazioni comunali italiane: in particolare quella di Varallo Pombia, con il quale Acciano si è legato in un gemellaggio, e quella di Cascina che ha promosso, con lo stanziamento di alcuni fondi, la ristrutturazione del Palazzo Municipale.
Nel dicembre 2010 il sindaco di Novara Silvana Moscatelli, per dare una mano alle popolazioni colpite dall'evento sismico del 6 aprile, ha raccolto tramite un conto corrente 14 000 euro, cinquemila destinati al paesino di Ofena, altri cinquemila a Navelli e i restanti quattromila ad Acciano.

### Simboli
Lo stemma comunale si può blasonare:
Il gonfalone è un drappo di azzurro.

## Monumenti e luoghi d'interesse

### Architetture religiose

#### Santuario di Santa Petronilla

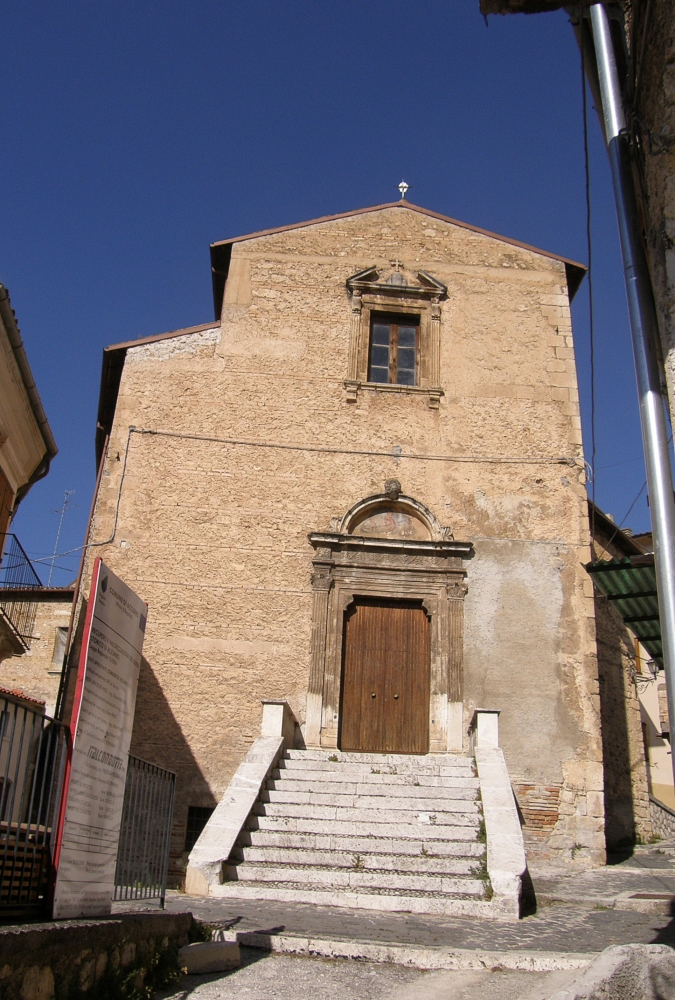
Facciata della parrocchia dei Santi Pietro e Lorenzo

Posta in posizione elevata rispetto all'abitato, la chiesetta dedicata alla patrona, edificata a partire dal XII secolo, racchiude un'edicola laterale a tutto sesto in cui si incornicia un grazioso affresco cinquecentesco di scuola aquilana raffigurante la Madonna col Bambino e santi. 
Il pomeriggio del 30 e la mattina del 31 maggio la popolazione si reca qui rispettivamente per celebrare i vespri e i solenni festeggiamenti in onore della protettrice.
A seguito del terremoto del 2009 il santuario è stato l'unico luogo di culto ristrutturato in tempi record: è infatti rientrato nella lista del Governo delle chiese da ristrutturare per Natale, come da patto stipulato con la curia arcivescovile aquilana.

#### Chiesa di S. Maria delle Grazie
X- XV secolo; Cappella della Pietà (1546). 

#### Chiesa dei SS. Pietro e Lorenzo

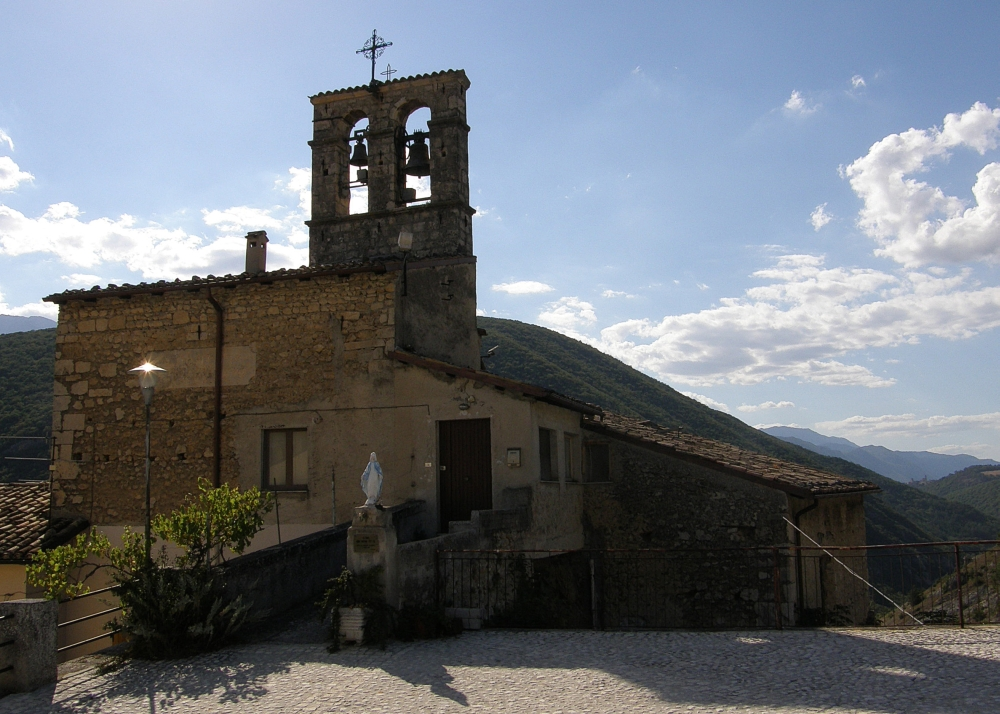
Campanile della Chiesa dei SS. Pietro e Lorenzo, con sottostante casa parrocchiale.

La chiesa presenta un portale manierista in concio di pietra tagliata, datato al 1534 sormontato da una lunetta ad affresco. L'interno è ricco di stucchi barocchi e numerose sculture in pietra.
A seguito del sisma del 6 aprile 2009 la chiesa ha riportato ingenti lesioni esterne ed interne: dalla facciata si è staccato un capitello e il campanile appare scomposto in più parti.
È così stata inserita tra i beni culturali da restaurare dopo il sisma. Tuttavia non sono presenti puntellamenti o rinforzi.

#### Chiesa della Madonna della Sanità
Ogni 20 agosto, al passaggio del "Fuoco del Morrone" che ricorda proprio il passaggio di papa Celestino, nell'ambito delle celebrazioni che culminano il 28 agosto con la Perdonanza Celestiniana, vi si celebra una messa.

#### Oratorio Maria SS. Addolorata

L'Oratorio Maria SS. Addolorata, conosciuto come "la Congrega".

Datato al 1781, è sede della Confraternita di Maria SS. Addolorata. All'interno, interamente affrescato, sono custodite le insegne della confraternita come il gonfalone, e la statua della Madonna Addolorata.
Il sisma del 6 aprile 2009 ha compromesso la struttura interna dell'oratorio, allargando le crepe strutturali risalenti al sisma del 1984 della Valle di Comino, mai restaurate, e facendo crollare il campanile a vela.

#### Chiesa della Madonna di Loreto
La chiesa ha impianto rettangolare, realizzata in pietra irregolare e friabile della montagna: la facciata è ornata da un portale in pietra concia bianca, con architrave a timpano spezzato i cui bracci si raccordano a volute a ricciolo, attorno all'icona centrale a finestrella con l'affresco della Madonna. L'edicoletta è sovrastata dal finestrone centrale di facciata. L'interno a navata unica ha il soffitto a copertura a capriate lignee.

#### Ruderi della chiesa di S. Antonio Abate
All'interno vi sono affreschi di scuola aquilana posti sui quattro lati che rappresentano vite di santi. Sul lato ovest della struttura e riconoscibile un campanile a una vela.
Al di sotto del piano era presente una cripta cimiteriale di cui oggi sono visibili alcuni resti da crolli sul pavimento.

#### Eremo di Sant'Erasmo
Posta sul monte Offermo, nel territorio di Roccapreturo, la piccola chiesa è stata probabilmente costruita intorno al XVI secolo; conserva alcuni locali utilizzati in passato per il ricovero dei pastori. Nella piccola cappella un altare in pietra è incastrato in una nicchia ed un affresco che raffigura Sant'Erasmo.

### Architetture civili

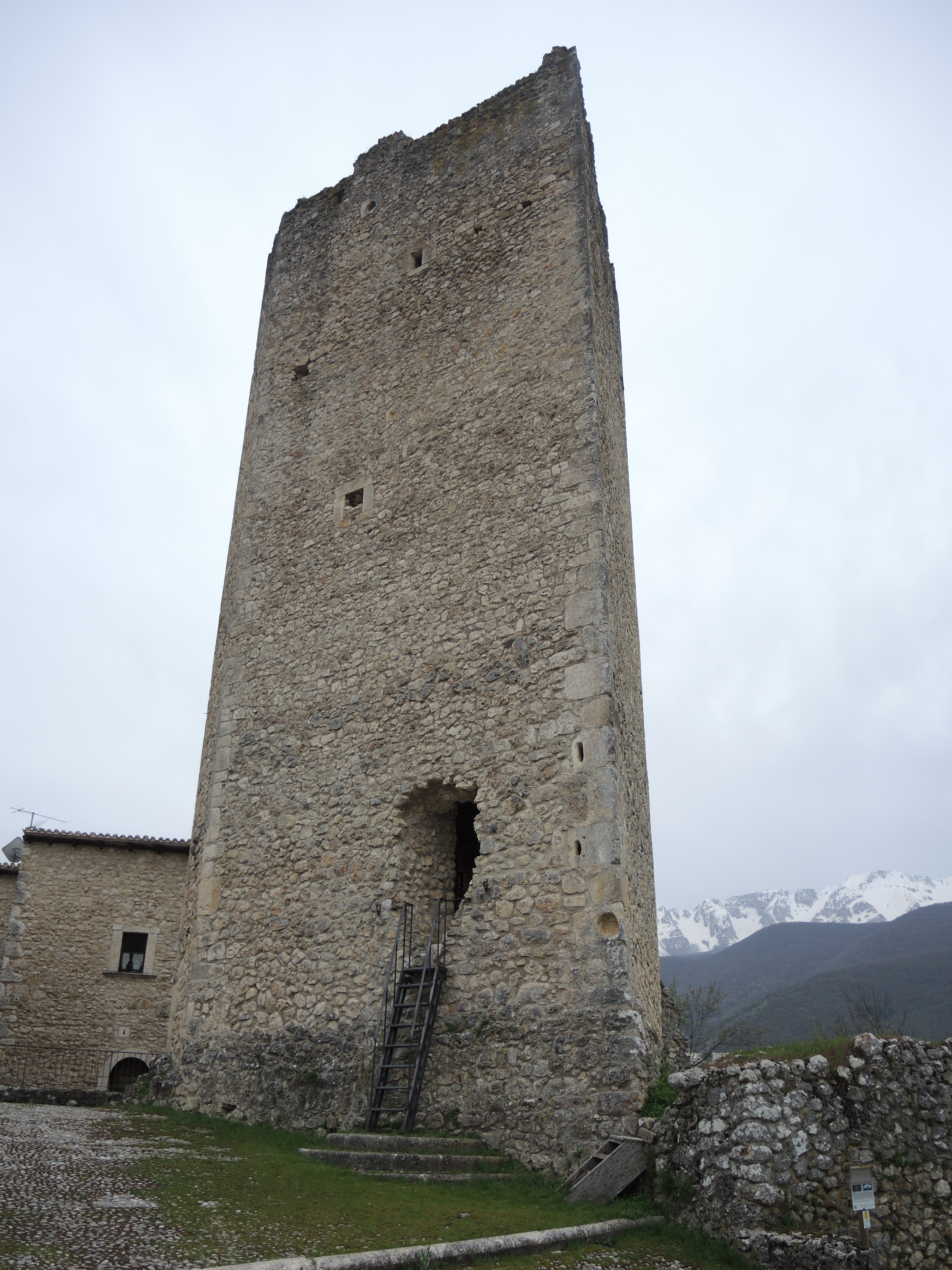
Torre di Beffi

#### Torre medievale di Beffi
La torre di Beffi (XII-XIV secolo) rientra nella tipologia della torre castellata, e si presenta a pianta poligonale irregolare realizzata a vani sovrapposti con struttura muraria a piccoli conci di pietra irregolari e ammorsature in grossi conci squadrati agli angoli. Presso la torre ci sono i resti del borgo di Beffi.
La torre si presenta a pianta poligonale irregolare, realizzata a vani sovrapposti con struttura muraria in piccoli conci di pietra irregolari ed ammorsature in grossi conci squadrati agli angoli. L'ingresso era a quota primo piano con scala retrattile. All'interno del recinto merlato ci sono, in una estrema varietà planimetrica, i locali abitativi edificati successivamente al XIII secolo. Ancora ben conservata la porta d'ingresso al recinto con arco a sesto acuto, sormontata dall'antico stemma di Beffi: san Michele sopra una torre.

#### Torre medievale di Roccapreturo

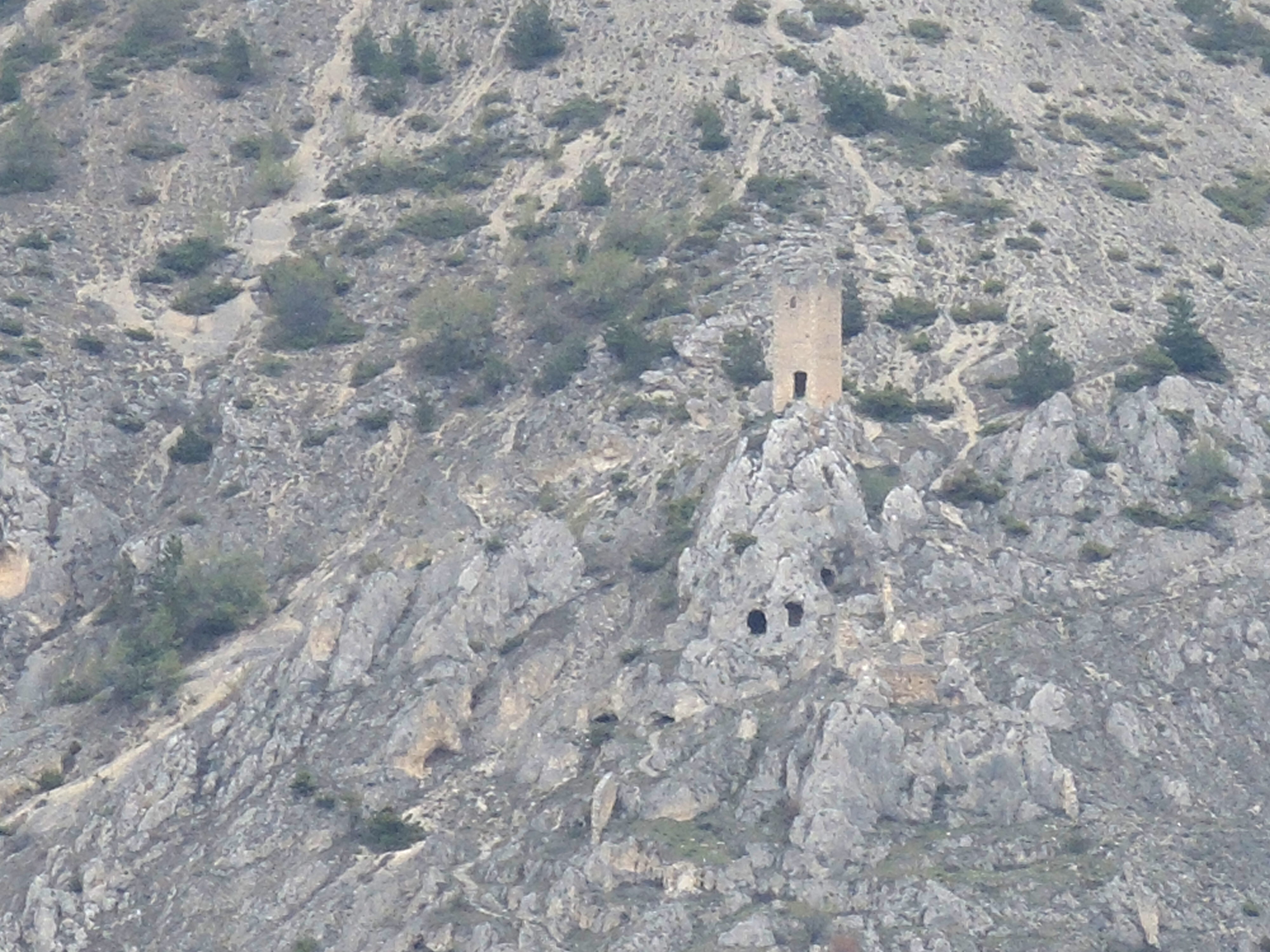
Torre di Roccapreturo

Su uno sperone roccioso in posizione elevata rispetto al centro abitato si imposta la torre medievale di Roccapreturo (XIII- XIV secolo). La tipologia in cui rientra è quella della torre cintata, ossia la torre conclude la parte superiore del triangolo difensivo; tuttavia le mura di cinta del perimetro, con i secoli sono crollate, definitivamente con i terremoti del 1703 e del 1915. A sezione pentagonale, per le sue naturali condizioni di sicurezza la torre non ha nessun apparecchio ossidionale, scarpa o spuntone per la difesa da un attacco dall'alto. Lo sviluppo della cinta segue la difficile orografia del terreno roccioso ed era atto a contenere gli abitanti del paese in caso di pericolo.

#### Borgo fortificato di Acciano

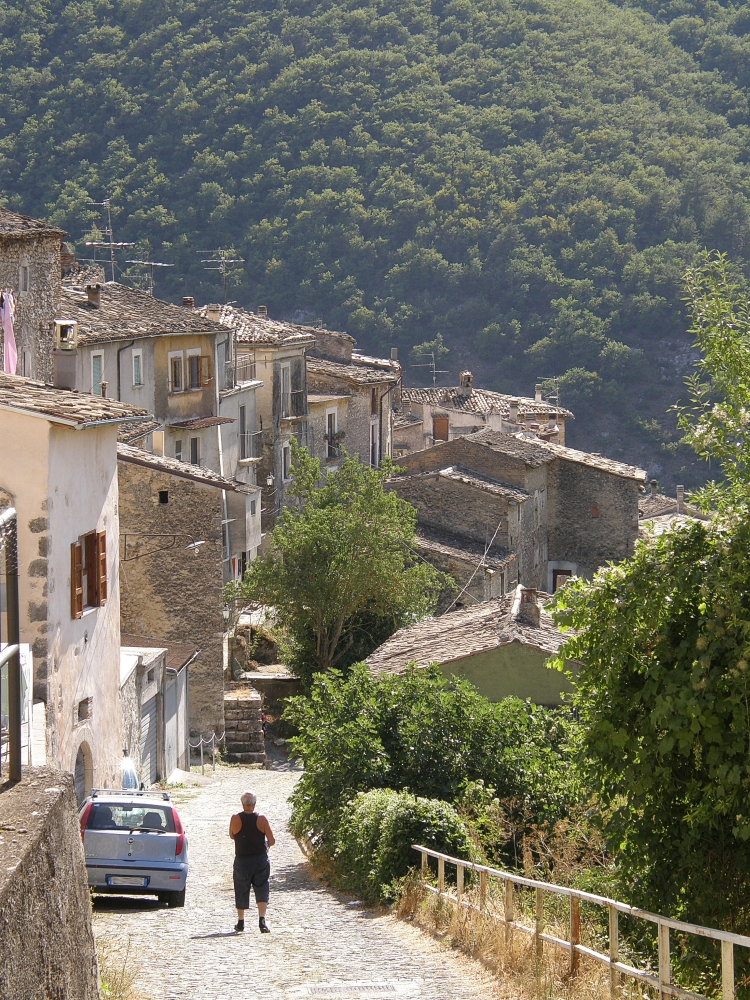
Vista dell'antico borgo – via Fuori le Mura

Il centro storico di Acciano, racchiuso entro le mura perimetrali tuttora esistenti denota la sua condizione originaria di borgo fortificato dove si accedeva attraverso tre porte: Porta Torrone, Porta Martino, e Porta dell'Aia. L'orografia del terreno ha influenzato in maniera preminente la sua tipologia urbana che si adagia su ripidi pendii a sinistra del fiume Aterno. La cronologia dell'intero borgo va dal XIV secolo, data della sistemazione delle mura, al XVI secolo, data di ricostruzione o riadattamento di numerosi edifici.

#### Palazzo "La Corte"
Riadattato nei secoli, era residenza dei signori di Acciano come luogo di svago estivo.

#### Fontana pubblica
Con una nicchia sormontata da un arco a tutto sesto impostato su due colonne, è una fonte a muro situata fuori dal centro storico. Nella nicchia vi sono due mascheroni in pietra dall'aspetto umano-bestiale da cui si dipartono motivi floreali.

#### Palazzo Galli
Annesso alla chiesa di San Lorenzo, è stato sede municipale fino al 1915, quando fu interessato da una serie di crolli avvenuti con il terremoto della Marsica. Gravemente danneggiato dopo il terremoto del 2009.

#### Palazzo comunale

Palazzo comunale

Fu costruito negli anni 1930 divenendo sede municipale in seguito alla seconda guerra mondiale. Si presenta in stile eclettico classico, con fasciature in finto bugnato, tre portali monumentali di ingresso, ordine di finestre al primo piano con la balconata al settore centrale e l'arco monumentale della finestra, e infine la torretta centrale con orologio.

#### Antico mulino ad acqua con frantoio e segheria
Risalente al X-XI secolo, è rimasto in uso fino al 1960.

## Società

### Evoluzione demografica
Abitanti censiti

### Tradizioni e folclore

Il Monumento ai Caduti di tutte le Guerre e ai Caduti sul Lavoro, con la statua marmorea di Santa Barbara.

#### Le "Feste di Maggio"
I festeggiamenti in onore dei Protettori di Acciano, Santa Petronilla e i Santi Lorenzo e Pietro trovano il loro culmine nella giornata del 31 maggio.

## Cultura

### Musei
Non ci sono veri e propri musei, ma due centri visita, collegati al Parco naturale regionale Sirente-Velino, in cui è possibile osservare come Acciano si sia evoluto nel tempo, e per offrire ai turisti consigli e supporto per visite guidate nel parco e nel comune.

## Geografia antropica

### Frazioni

#### Roccapreturo
Nel 1185 Rocca di Preturo era feudo di Gualtiero, figlio di Gionata di Collepietro. Nel 1355 si determinarono i confini territoriali con Beffi dopo una lunga vertenza alla camera aquilana. Nel 1360 nel registro delle chiese valvensi viene menzionato Roccapreturo con cinque chiese: Santa Maria, Cappella di San Sabino di Beffi, San Nicolò, Santa Cecilia, Santa Croce e San Pietro. Nel 1448 l'ospedale di Roccapreturo concorre a formare l'ospedale Maggiore con tutti i suoi beni. Nel 1492 gli abitanti di Roccapreturo e Beffi riacquistano la perduta concordia, stabilendo per l'abbeveraggio degli animali un pozzo comune. Tra il 1548 e il 1567 si ricordano numerose vertenze per alcune terre che le università di Roccapreturo e Navelli si contendevano. Nel 1559 si ha notizia di un ospedale situato nei locali di Santa Cecilia. Il feudo appartenente ai Pietropaoli nel 1591 è venduto a Pace Masci. che lo dona nel 1633 a Girolamo Cappelletti di Rieti.
Vi si celebra la ricorrenza della Madonna della Valle.

#### Beffi

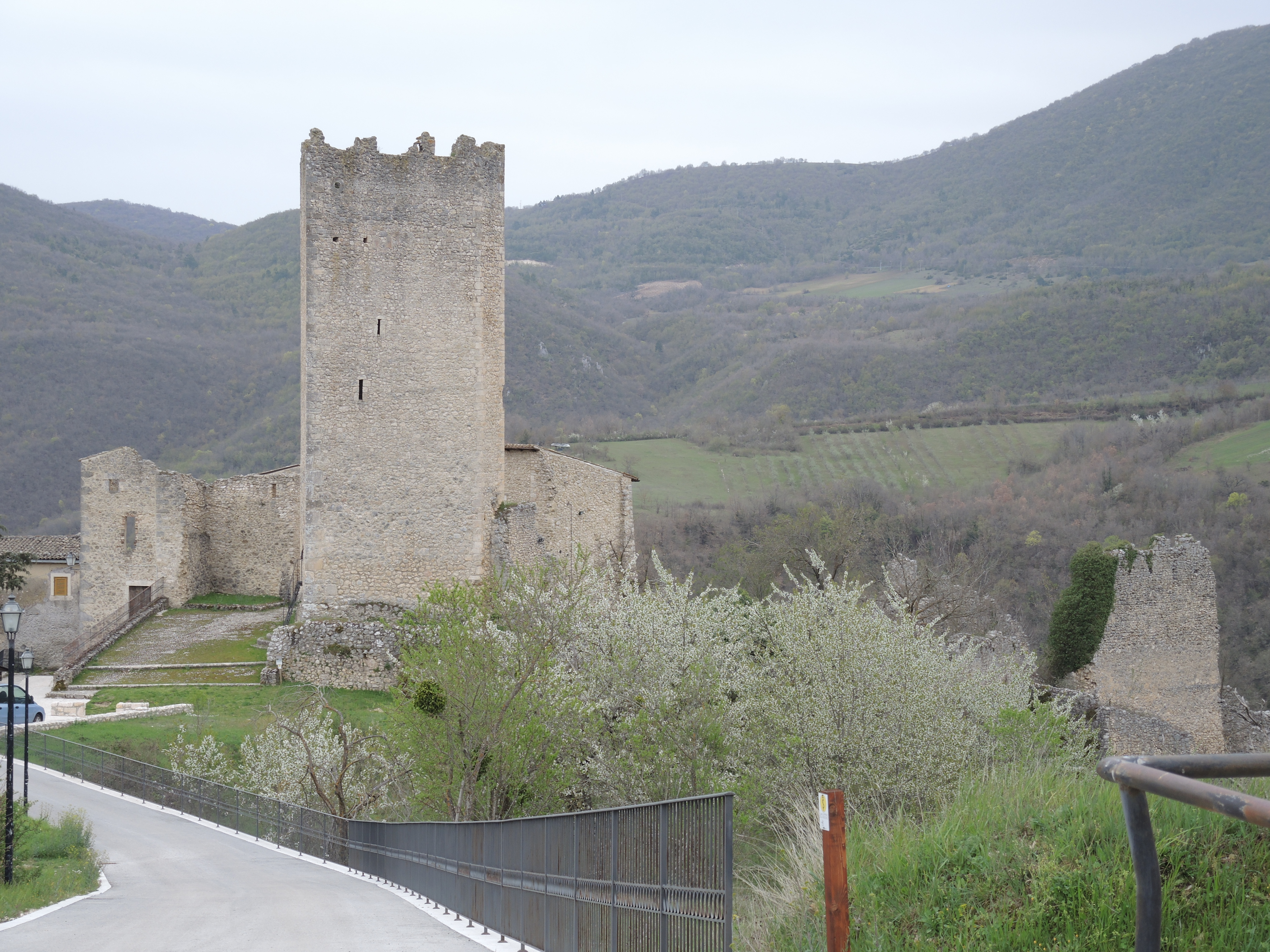
Torre medievale di Beffi

Beffi si divideva in tre ville: Beffi, San Lorenzo e Succiano. La condizione originale di Beffi era quella di borgo fortificato in posizione strategica, con la torre di controllo, che comunicava con la Torre di Goriano Valli, posta più a valle. Infatti era parte integrante con la sua torre castellata di quello scacchiere difensivo che imbrigliava il territorio dell'aquilano da Capestrano a Montereale. La prima notizia storica del Castello di Befo (castrum Befi) risale al 1060, quando tre suoi abitanti (Bezone di Bernardo, Giovanni di Guizone e Dodone di Giovanni) concedono al Monastero di Farfa, allora retto dall'Abate Bernardo, la Chiesa di San Lorenzo sita nella pertinenza dello stesso Castello. Nel 1185 era posseduto per la terza parte dal figlio di Rainaldo di Beffi. Nel 1257 il papa Alessandro IV lo pose al confine del contado aquilano. Nel 1294 re Carlo II lo confermò di regio demanio e del distretto di L'Aquila. Nel 1360 lo troviamo menzionato nella diocesi valvense: probabilmente tra il vescovo di L'Aquila e quello di Valva ci fu spesso attrito per il possesso di Beffi.

#### Succiano
Comune conosciuto per la tradizionale "Festa del Tartufo e degli Arrosticini".
Il sisma del 6 aprile 2009 ha distrutto la facciata della Chiesa di San Giovanni Battista ed Evangelista, che è stata quindi inserita nella lista ministeriale dei beni culturali da ristrutturare.

#### San Lorenzo di Beffi
Piccolissimo villaggio di meno di 20 abitanti posto ad ovest di Acciano. A causa del sisma del 2009, oltre alla maggior parte degli edifici, è stata fortemente danneggiata la Chiesa Parrocchiale, intitolata a San Lorenzo Levita Martire e Santa Lucia. Il campanile, ristrutturato nel 1703 (dopo il disastroso terremoto dello stesso anno) ed ampliato nel 1846, è stato messo in sicurezza dai Vigili del Fuoco dopo qualche mese da questo terremoto. All'interno della chiesa parrocchiale, sopra il portone principale, vi è un organo molto antico appena ristrutturato, quindi tuttora funzionante (non ancora inaugurato, in quanto l'inaugurazione era stata programmata per il 18 aprile 2009).
Riguardo alle tradizioni, San Lorenzo e Succiano hanno sempre svolto una solenne processione in onore di Cristo Morto (ciò è stato fatto anche dopo il sisma). Prima di quest'ultima e dopo aver legato le funi delle campane, si attraversano i due paesi con uno strumento di legno che è da sempre chiamato "tric-trac", una sorta di raganella o rondella usata nel centro-sud Italia per avvertire la gente del passaggio della processione funebre, e sta a significare il lutto.
I fedeli di Succiano, il giorno dopo le celebrazioni del loro santo compatrono, Sant'Erasmo Vescovo e Martire, si recano nella chiesa parrocchiale di San Lorenzo, poiché lì è custodito un pregevole quadro di Sant'Erasmo, rappresentante il Suo martirio. Anche dopo il terremoto del 2009, nonostante la chiesa inagibile, il Comitato ha deciso di recarsi ugualmente a San Lorenzo per onorare il Santo.

## Infrastrutture e trasporti

### Strade
Acciano è attraversato dalla strada regionale 261 Subequana, che lo collega da un lato a L'Aquila e dall'altro ad Avezzano, Sulmona e Pescara. Dalla SR 261, in corrispondenza di Acciano, si diramano la strada provinciale n. 48 "di Acciano" e la n. 43 "di San Benedetto in Perillis".

### Ferrovie
Acciano è lambito dalla ferrovia Sulmona-L'Aquila, linea secondaria a binario unico e trazione diesel, la ferrovia passa sotto il colle del centro, attraverso una galleria, per uscire ad ovest, dove si trova la stazione; il capoluogo comunale è servito dalla stazione di Acciano, posta a circa 1,3 km dall'abitato, mentre le frazioni della parte settentrionale del territorio comunale (San Lorenzo, Succiano, Beffi) sono servite dalla stazione di Beffi.

## Amministrazione
| Periodo           | Periodo           | Primo cittadino      | Partito      | Carica  | Note          |
| ----------------- | ----------------- | -------------------- | ------------ | ------- | ------------- |
| 23 aprile 1995    | 12 giugno 1999    | Alfredo Di Luzio     | Lista civica | Sindaco | [ 9 ]         |
| 13 giugno 1999    | 29 marzo 2010     | Americo Di Benedetto | Lista civica | Sindaco | [ 10 ] [ 11 ] |
| 30 marzo 2010     | 31 maggio 2015    | Fabio Camilli        | Lista civica | Sindaco | [ 12 ]        |
| 31 maggio 2015    | 20 settembre 2020 | Fabio Camilli        | Lista civica | Sindaco | [ 12 ]        |
| 20 settembre 2020 | in carica         | Fabio Camilli        | Lista civica | Sindaco | [ 12 ]        |